# Qabus bin Said Al Said

Escudo de armas con collar de la Orden de Isabel la Católica

Qābūs ibn Sa‘īd Āl Sa‘īd (قابوس بن سعيد آل سعيد, en árabe; Salalah, Dhofar, 18 de noviembre de 1940-Mascate, 10 de enero de 2020) fue sultán de Omán, título que poseyó desde que derrocó en 1970 a su padre, el sultán Said bin Taimur, hasta su muerte en 2020.

## Biografía
Qabus era descendiente por línea paterna de los sultanes de Mascate, Omán y Zanzíbar. Al ser Qabus el sultán omaní, tuvo como es tradición un poder absoluto en el país. Ostentaba los cargos de primer ministro, ministro de Asuntos Exteriores, ministro de Defensa y ministro de Finanzas. El primer problema que Qabus tuvo que afrontar fue una insurrección comunista armada de Yemen del Sur. El sultán derrotó rápidamente la incursión. 
En 1992 el sultán Qabus ordenó la construcción de una mezquita en el vilayato de Bausher, en la gobernación de Mascate. Cuando el sultán llegó al trono en 1970, hizo una mezquita más modesta en Mascate, pero en 1992 mandó hacer los planos para construir la mezquita más grande del mundo, llamada Gran Mezquita del Sultán Qaboos. El 5 de mayo del 2001, después de cuatro años, 600 trabajadores y 12 millones de horas de trabajo para la alfombra principal, el sultán Qabus se puso de rodillas para rezar en la mezquita y sobre la que fue la alfombra más grande del mundo. En 2012 al menos 50 activistas y escritores omaníes fueron detenidos en una ofensiva policial llevada a cabo entre finales de mayo y principios de junio.
El problema interno que se planteaba al sultanato era la sucesión del sultán Qabus, divorciado de su esposa y prima, con la que no tuvo hijos. Su fortuna se estimaba en 1100 millones de dólares.

### Fallecimiento
Mediante un comunicado oficial a través de la agencia ONA se dio a conocer el fallecimiento del sultán Qabus el 10 de enero de 2020 tras varios años de enfermedad. El sultán se había desplazado a Bélgica a principios del mes de diciembre para hacerse un chequeo médico por una supuesta recaída de un cáncer colorrectal diagnosticado en 2015. Falleció a los setenta y nueve años.

## Sucesión
El 11 de enero de 2020, la televisión estatal omaní proclamó que las autoridades habían abierto la carta del sultán Qabus en la que nombraba a su sucesor, su primo y el entonces ministro de cultura Haitham bin Tariq, que se convirtió después en el nuevo sultán de Omán. Haitham bin Tariq tiene dos hijos y dos hijas.

## Títulos y tratamientos
| ● 18 de noviembre de 1940-23 de julio de 1970: | Su alteza el príncipe Qabus bin Said |
| ● 23 de julio de 1970-2 de diciembre de 1971:  | Su alteza el sultán                  |
| ● 2 de diciembre de 1971-10 de enero de 2020:  | Su majestad el sultán                |

## Distinciones honoríficas

### Distinciones honoríficas omaníes
Civil
- Soberano Gran Maestre de la Orden de Al Sa‘id
- Soberano Gran Maestre de la Orden Civil de Omán
- Soberano Gran Maestre de la Orden del Establecimiento
- Soberano Gran Maestre de la Orden del Sultán Qabus
- Soberano Gran Maestre de la Orden de Reconocimiento del Sultán
- Soberano Gran Maestre de la Orden de Su Majestad el Sultán Qaboos bin Said
- Soberano Gran Maestre de la Orden del Renacimiento
- Soberano Gran Maestre de la Gran Orden del Renacimiento
- Soberano Gran Maestre de la Gran Orden de Honor
- Soberano Gran Maestre de la Orden del Mérito
- Soberano Gran Maestre de la Orden de Al Nu'man
- Soberano Gran Maestre de la Orden de Honor
- Soberano Gran Maestre de la Orden de la Excelencia
- Soberano Gran Maestre de la Orden de la Cultura, la Ciencia y el Arte
- Soberano Gran Maestre de la Orden del Mérito de la Cultura, la Ciencia, las Artes y las Letras
- Soberano Gran Maestre de la Orden del Reconocimiento al Buen Servicio Civil

Militar
- Soberano Gran Maestre de la Orden Militar de Omán
- Soberano Gran Maestre de la Orden Especial Sultán Tughrai
- Soberano Gran Maestre de la Orden Militar del Logro

### Distinciones honoríficas extranjeras
- Caballero del collar de la Real Orden de Isabel la Católica (13/12/1985).[14]

## Ancestros
|  |                                           |  |  |  |  |  |  |  |  |  |  |  |  |  |  |  |
|  | 16. Turki bin Sa‘id                       |  |  |  |  |  |  |  |  |  |  |  |  |  |  |  |
|  |                                           |  |  |  |  |  |  |  |  |  |  |  |  |  |  |  |
|  |                                           |  |  |  |  |  |  |  |  |  |  |  |  |  |  |  |
|  | 8. Faisal bin Turki Al Sa‘id              |  |  |  |  |  |  |  |  |  |  |  |  |  |  |  |
|  |                                           |  |  |  |  |  |  |  |  |  |  |  |  |  |  |  |
|  |                                           |  |  |  |  |  |  |  |  |  |  |  |  |  |  |  |
|  | 17. una etíope suri                       |  |  |  |  |  |  |  |  |  |  |  |  |  |  |  |
|  |                                           |  |  |  |  |  |  |  |  |  |  |  |  |  |  |  |
|  |                                           |  |  |  |  |  |  |  |  |  |  |  |  |  |  |  |
|  | 4. Taimur bin Feisal Al Sa‘id             |  |  |  |  |  |  |  |  |  |  |  |  |  |  |  |
|  |                                           |  |  |  |  |  |  |  |  |  |  |  |  |  |  |  |
|  |                                           |  |  |  |  |  |  |  |  |  |  |  |  |  |  |  |
|  | 18. Thuwaini bin Sa‘id                    |  |  |  |  |  |  |  |  |  |  |  |  |  |  |  |
|  |                                           |  |  |  |  |  |  |  |  |  |  |  |  |  |  |  |
|  |                                           |  |  |  |  |  |  |  |  |  |  |  |  |  |  |  |
|  | 9. Aliya bint Thuwaini Al Sa‘id           |  |  |  |  |  |  |  |  |  |  |  |  |  |  |  |
|  |                                           |  |  |  |  |  |  |  |  |  |  |  |  |  |  |  |
|  |                                           |  |  |  |  |  |  |  |  |  |  |  |  |  |  |  |
|  | 19. Ghaliya bint Salim Al Busaidi         |  |  |  |  |  |  |  |  |  |  |  |  |  |  |  |
|  |                                           |  |  |  |  |  |  |  |  |  |  |  |  |  |  |  |
|  |                                           |  |  |  |  |  |  |  |  |  |  |  |  |  |  |  |
|  | 2. Sa‘id bin Taimud Al Sa‘id              |  |  |  |  |  |  |  |  |  |  |  |  |  |  |  |
|  |                                           |  |  |  |  |  |  |  |  |  |  |  |  |  |  |  |
|  |                                           |  |  |  |  |  |  |  |  |  |  |  |  |  |  |  |
|  | 20. Salim bin Thuwaini Al Sa‘id           |  |  |  |  |  |  |  |  |  |  |  |  |  |  |  |
|  |                                           |  |  |  |  |  |  |  |  |  |  |  |  |  |  |  |
|  |                                           |  |  |  |  |  |  |  |  |  |  |  |  |  |  |  |
|  | 10. ‘Ali bin Salim Al Sa‘id               |  |  |  |  |  |  |  |  |  |  |  |  |  |  |  |
|  |                                           |  |  |  |  |  |  |  |  |  |  |  |  |  |  |  |
|  |                                           |  |  |  |  |  |  |  |  |  |  |  |  |  |  |  |
|  | 21. una hija de Qais bin Azzan Al Busaidi |  |  |  |  |  |  |  |  |  |  |  |  |  |  |  |
|  |                                           |  |  |  |  |  |  |  |  |  |  |  |  |  |  |  |
|  |                                           |  |  |  |  |  |  |  |  |  |  |  |  |  |  |  |
|  | 5. Fatima bint ‘Ali Al Sa‘id              |  |  |  |  |  |  |  |  |  |  |  |  |  |  |  |
|  |                                           |  |  |  |  |  |  |  |  |  |  |  |  |  |  |  |
|  |                                           |  |  |  |  |  |  |  |  |  |  |  |  |  |  |  |
|  | 22. Barghash bin Sa‘id                    |  |  |  |  |  |  |  |  |  |  |  |  |  |  |  |
|  |                                           |  |  |  |  |  |  |  |  |  |  |  |  |  |  |  |
|  |                                           |  |  |  |  |  |  |  |  |  |  |  |  |  |  |  |
|  | 11. ‘Aliya bint Barghash Al Sa‘id         |  |  |  |  |  |  |  |  |  |  |  |  |  |  |  |
|  |                                           |  |  |  |  |  |  |  |  |  |  |  |  |  |  |  |
|  |                                           |  |  |  |  |  |  |  |  |  |  |  |  |  |  |  |
|  | 23. Moza bint Hamad Al Sa‘id              |  |  |  |  |  |  |  |  |  |  |  |  |  |  |  |
|  |                                           |  |  |  |  |  |  |  |  |  |  |  |  |  |  |  |
|  |                                           |  |  |  |  |  |  |  |  |  |  |  |  |  |  |  |
|  | 1. Qabus bin Sa‘id Al Sa‘id               |  |  |  |  |  |  |  |  |  |  |  |  |  |  |  |
|  |                                           |  |  |  |  |  |  |  |  |  |  |  |  |  |  |  |
|  |                                           |  |  |  |  |  |  |  |  |  |  |  |  |  |  |  |
|  | 12. ‘Ali Al Mashani                       |  |  |  |  |  |  |  |  |  |  |  |  |  |  |  |
|  |                                           |  |  |  |  |  |  |  |  |  |  |  |  |  |  |  |
|  |                                           |  |  |  |  |  |  |  |  |  |  |  |  |  |  |  |
|  | 6. Ahmad bin ‘Ali Al Mashani              |  |  |  |  |  |  |  |  |  |  |  |  |  |  |  |
|  |                                           |  |  |  |  |  |  |  |  |  |  |  |  |  |  |  |
|  |                                           |  |  |  |  |  |  |  |  |  |  |  |  |  |  |  |
|  | 3. Mazoon bint Ahmad Al Mashani           |  |  |  |  |  |  |  |  |  |  |  |  |  |  |  |
|  |                                           |  |  |  |  |  |  |  |  |  |  |  |  |  |  |  |
|  |                                           |  |  |  |  |  |  |  |  |  |  |  |  |  |  |  |

| Predecesor: Said bin Taimur | Sultán de Omán 1970-2020 | Sucesor: Haitham bin Tariq |